# 藤本洋子
藤本 洋子（ふじもと ようこ、1959年11月19日 - ）は、大阪府出身の女優。身長165cm、体重57kg。希楽星所属。

## 出演

### テレビドラマ
日本テレビ
- ひめゆり隊と同じ戦火を生きた少女の記録 最後のナイチンゲール（2006年） - 仲根悦子の母

フジテレビ
- 女同士（2000年）
- 永遠の君へ（2004年）

テレビ朝日
- 暴れん坊将軍II 第89話「八丁堀師走の恋唄」（1984年） - おつる
- ガラスの仮面（1997年）
- 松本清張生誕100年スペシャル・夜光の階段 第4話（2009年5月14日）
- 土曜ワイド劇場
  - 大崎郁三の事件散歩（2012年6月30日）

テレビ東京
- 週刊真木よう子（2008年）

### 再現
- 踊る!さんま御殿!!（2021年11月30日、日本テレビ）

### ゲーム
- 龍が如く2（狭山民世）
- 龍が如く 極2（狭山民世）